# DREAM FLIGHT
DREAM FLIGHT（ドリーム フライト）は、every♥ing!の楽曲。2016年6月29日にevery♥ing!のメジャー3rdシングルとしてキングレコードより発売。every♥ing!の2人がパーソナリティを務める超!A&G+のラジオ番組『every♥ing!のゆめいろラジオ』のオープニング曲として起用された。

## 背景
every♥ing!は2014年6月に女性声優の木戸衣吹と山崎エリイの2名によって結成された声優ユニットで、2015年3月に「ゆめいろ学院校歌」を“お試し版”シングルとして通販限定で発売し、アーティストデビューし、2015年5月に1stシングル『カラフルストーリー』をリリースし、メジャーデビューを果たした。

## 制作・音楽性
楽曲の録音はこれまでのevery♥ing!の楽曲を録音したキング関口台スタジオで行われた。
ジャケット写真では2人がヘッドフォンを付けているが、これは表題曲のDREAM FLIGHTがラジオ『every♥ing!のゆめいろラジオ』のオープニング曲に起用されていることから「ラジオを聴いているイメージ」に合わせている。ヘッドフォンのコードで「every♥ing!」と描かれてるが、これはワイヤーを用いてスタッフが作成した。

### 表題曲 DREAM FLIGHT
これまでのevery♥ing!の弾けた感じをそのまま表現したような楽曲と、これまでリリースしてきた曲のフレーズが随所に入っている。
木戸は、年齢を重ねるごとに少しずつ声が低くなってきているので、サビの部分の高音を出すことに苦労した。逆に、山崎は声がほとんど声質が変わっていないので、「大人な感じ」の声を出すことに苦労し、作詞・編曲のエンドウ. と話し合いながら試行錯誤を重ねていった。木戸はそんな山崎のかわいらしく甘い声に合わせるように「可愛く。でも元気に」を意識して歌った。

### カップリング曲 HELLO,NEW WORLD!!
テレビアニメ「とんかつDJアゲ太郎」で2人が演じるカリスマ読者モデルDJユニット『AMAKALA』インスパイアソングとして使用されている。every♥ing!にとってはじめてのクラブミュージックで、テクノポップな楽曲になっている。
山崎はこの曲を初めて受け取ったときに「（これが）私たちの曲！？」となったが、冷静に考えたときに、これまでもevery♥ing!は新しいジャンルにチャレンジしてきていたじゃん！となったという。テレビアニメでは原宿系の天野さとみを演じていたので、そのテイストも交えて歌っている。

## ミュージックビデオ
初回限定生産盤にはミュージックビデオが収録されている。
ミュージックビデオは2人がそれぞれ一人暮らしをしているシーンから始める。木戸が途中で料理をするシーンが最初はあるが、木戸の手つきがあまりにも危なすぎるということで、本番は男性スタッフが切ったトマトを使用している。山崎は、読書をしたり、化粧をしたりするシーンがあるが、カメラが長く回っており、何度も撮影を行ったため、リップ等を塗りすぎて濃くなりすぎるということがあったという。また、読書をしているシーンでは、撮影が深夜だったこともあり、本当にウトウトしているところもあるようだ。
ミュージックビデオ中には過去のミュージックビデオと同じように、複数組のevery♥ing!が登場する。今回ももう一組のevery♥ing!に対してゆめいろ学院の制服を渡すシーンがある。
ダンスでは、every♥ing!の2人が2016年3月に高校を卒業し、自動車の免許を取得できる年齢となったことにかけて、車を運転する振り付けが盛り込まれている。

## シングル収録曲

### 通常盤
| #         | タイトル                             | 作詞      | 作曲      | 編曲      | 時間  |
| --------- | ------------------------------------ | --------- | --------- | --------- | ----- |
| 1.        | 「DREAM FLIGHT」                     | エンドウ. | 水口浩次  | エンドウ. | 4:28  |
| 2.        | 「HELLO,NEW WORLD!!」                | IMAKISASA | SIZK      | SIZK      | 4:01  |
| 3.        | 「DREAM FLIGHT (INSTRUMENTAL)」      |           |           |           | 4:28  |
| 4.        | 「HELLO,NEW WORLD!! (INSTRUMENTAL)」 |           |           |           | 3:58  |
| 合計時間: | 合計時間:                            | 合計時間: | 合計時間: | 合計時間: | 16:56 |

### 初回限定盤
| #         | タイトル                             | 作詞      | 作曲      | 編曲      | 時間  |
| --------- | ------------------------------------ | --------- | --------- | --------- | ----- |
| 1.        | 「DREAM FLIGHT」                     | エンドウ. | 水口浩次  | エンドウ. | 4:28  |
| 2.        | 「HELLO,NEW WORLD!!」                | IMAKISASA | SIZK      | SIZK      | 4:01  |
| 3.        | 「DREAM FLIGHT (INSTRUMENTAL)」      |           |           |           | 4:28  |
| 4.        | 「HELLO,NEW WORLD!! (INSTRUMENTAL)」 |           |           |           | 3:58  |
| 合計時間: | 合計時間:                            | 合計時間: | 合計時間: | 合計時間: | 16:56 |

| #         | タイトル                                  | 作詞  | 作曲・編曲 | 時間 |
| --------- | ----------------------------------------- | ----- | ---------- | ---- |
| 1.        | 「DREAM FLIGHT MUSIC VIDEO」              |       |            | 4:33 |
| 2.        | 「DREAM FLIGHT -IBUKI LIP & IMAGE VER.-」 |       |            | 4:27 |
| 3.        | 「DREAM FLIGHT -ERI LIP & IMAGE VER.-」   |       |            | 4:27 |
| 合計時間: | 合計時間:                                 | 13:30 |            |      |

## 収録アルバム
| アルバム                               | 発売日        | 備考                  |
| -------------------------------------- | ------------- | --------------------- |
| 『Colorful Shining Dream First Date♥』 | 2017年1月18日 | 1stオリジナルアルバム |